# 籠宮信雄

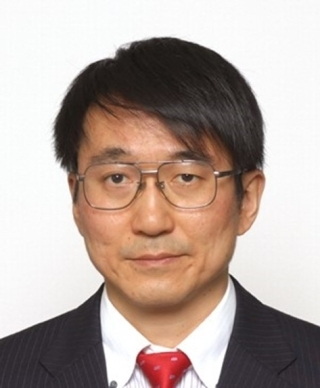
外務省より公表された公式肖像画像

籠宮 信雄（かごみや のぶお、1961年7月6日 - ）は、日本の内閣府官僚。経済社会総合研究所次長、内閣府政策統括官、SBI大学院大学経営管理研究科教授を経て、駐ミクロネシア連邦特命全権大使。

## 来歴・人物
神奈川県出身。1984年東京大学教養学部教養学科国際関係論専攻卒業。1986年東京大学大学院総合文化研究科相関社会科学専攻修了。同年に経済企画庁に入庁後、ウォーリック大学大学院修了、M.Phil. in Economics。
内閣府参事官（総括担当）（政策統括官（経済社会システム担当）付）を経て、2013年経済社会総合研究所総務部長。2015年内閣府大臣官房審議官。2016年経済協力開発機構閣僚理事会日本政府代表。2018年経済社会総合研究所総括政策研究官。
2019年から経済社会総合研究所次長を務め、2020年からは内閣府政策統括官（経済財政分析担当）として、「経済財政白書」や「月例経済報告」の取りまとめを担当した。
2021年退官。同年にSBI金融経済研究所顧問に就任し、2022年からはSBI大学院大学経営管理研究科教授も務めた。2023年駐ミクロネシア連邦特命全権大使。